# Luigi Fuccia
Luigi Fuccia (Marcianise, 1914 – 11 marzo 1937) è stato un militare italiano insignito della medaglia d'oro al valor militare alla memoria nel corso della guerra di Spagna.

## Biografia
Nacque a Marcianise, provincia di Caserta, nel 1914, figlio di Gaetano. Frequentò il Liceo Ginnasio Giannone di Caserta e dopo aver conseguito la maturità classica nell'ottobre 1932, si iscrisse alla facoltà di giurisprudenza dell'Università di Napoli. Arruolato nel Regio Esercito venne ammesso a frequentare il corso applicativo allievi ufficiali di complemento dell'arma di cavalleria a Pinerolo nel luglio 1935, fu nominato aspirante ufficiale e poi sottotenente di complemento destinato al Reggimento "Lancieri di Firenze" (9º). Posto in congedo nel settembre 1936, riprese gli studi universitari ed aveva già in preparazione la tesi di laurea quando fu richiamato a domanda e assegnato al 4º Reggimento fanteria carristi. Il 28 gennaio 1937 partì per combattere nella guerra di Spagna in forza al Corpo Truppe Volontarie e partecipò alle operazioni di guerra con la 3ª Compagnia del Raggruppamento carri d'assalto. Cadde in combattimento l'11 marzo 1937, e fu successivamente insignito della medaglia d'oro al valor militare alla memoria. Dopo la sua morte l'Università di Napoli gli ha conferito ad honorem la laurea in legge.